# Milost (album)
Milost je treći studijski album hrvatskog rock sastava Majke izdan 1994. godine. Izdan uz časopis "Heroina nova", jedino reizdanje doživio je 2020. godine.

## Pjesme
| Br. | Skladba                      | Tekstopisac | Skladatelj             | Trajanje |
| --- | ---------------------------- | ----------- | ---------------------- | -------- |
| 1.  | »Rođen u blatu«              | Goran Bare  | Zoran Čalić            | 3:20     |
| 2.  | »Ja sam budućnost«           | Goran Bare  | Zoran Čalić            | 2:56     |
| 3.  | »Postoji nešto«              | Goran Bare  | Marin Pokrovac         | 2:24     |
| 4.  | »Mala ima sliku«             | Goran Bare  | Zoran Čalić            | 4:10     |
| 5.  | »Želio bih da si tu«         | Goran Bare  | Zoran Čalić            | 4:34     |
| 6.  | »Milost«                     | Goran Bare  | Zoran Čalić            | 2:46     |
| 7.  | »Tamo gdje ne postojiš«      | Goran Bare  | Zoran Čalić            | 3:16     |
| 8.  | »Znam ono što treba da znam« | Goran Bare  | Goran Dujmić           | 4:13     |
| 9.  | »Zauvijek«                   | Goran Bare  | Ivica Duspara          | 2:10     |
| 10. | »Oslobodi se«                | Goran Bare  | Goran Dujmić           | 4:22     |
| 11. | »Sveti planet«               | Goran Bare  | Zoran Čalić/Goran Bare | 2:58     |

## Postava
- Goran Bare - vokal
- Željko Mikulić-Korozija - bubnjevi
- Zoran Čalić - gitara
- Goran Dujmić - gitara
- Nedjeljko Ivković-Kilmister - bas-gitara